# شاکوتان، هوکایدو
شاکوتان، هوکایدو (به لاتین: Shakotan, Hokkaido) یک منطقهٔ مسکونی در ژاپن است که در Shakotan District واقع شده‌است. شاکوتان ۲۳۸٫۲۰ کیلومترمربع مساحت و ۲٬۴۸۰ نفر جمعیت دارد.